# Embalse de Puente Alta
El embalse de Puente Alta, construido en 1953, está situado en la sierra de Guadarrama, en su vertiente segoviana, en el cauce del río Frío o río de la Acebeda. El camino de acceso (vereda del Sobrunal) se encuentra a un kilómetro escaso de Revenga. Bordea el pantano por su margen derecho, siendo uno de los recorridos más bellos y relajantes que pueden hacerse. Las laderas están pobladas de pinos y algunos robles, mientras que en las aguas del embalse se practica la pesca intensiva.
En otoño, si las lluvias acompañan y no hay heladas prematuras, resulta destacable la riqueza micológica que se da en estos parajes.
Este embalse proporciona agua potable a Segovia y Hontoria. También hay conexiones hacia pueblos de la zona oeste, como Navas de Riofrío, La Losa, Ortigosa del Monte, Otero de Herreros, Los Ángeles de San Rafael y El Espinar. También Revenga se abastece ya de este pantano, una vez terminadas las obras para el bombeo de agua, complementando así el actual suministro desde la Cacera del Río de la Acebeda o Cacera del Acueducto.
El baño está desaconsejado por el Ayuntamiento para evitar posibles accidentes.

## Historia
El Ayuntamiento de Segovia, a la vista del incesante incremento de habitantes que se estaba produciendo, se había planteado unos años atrás adecuar y ampliar este suministro hidráulico. Para ello, el Consistorio afrontó “a sus únicas expensas” la construcción de un embalse “en el río Frío con presa de cuarenta metros de altura (embalse de Puente Alta, Revenga) y la de un canal de más de once kilómetros para la conducción hasta los depósitos de cabecera”. Las obras se adjudicaron en agosto de 1945 en unos seis millones de pesetas, fondo que, sin embargo, iba quedando insuficiente a medida que transcurrían los trabajos, llegando a alcanzar las inversiones casi el doble de lo presupuestado.
Esto hizo que, a principios de 1950, la situación económica del Ayuntamiento fuera muy comprometida, y en estas circunstancias la Corporación decidió solicitar ayuda económica al Estado para poder finalizar las obras de abastecimiento de aguas, lo que se consiguió gracias a la intervención del ministro de Obras Públicas, José María Fernández-Ladreda, mediante un decreto de 12 de mayo de 1950. A la vista de esta y otras actuaciones, el Consistorio decidió nombrarle hijo adoptivo de Segovia, concederle la Medalla de Oro de la Ciudad como "un homenaje personal de gratitud”.